# 石川県道249号池崎徳田線
石川県道249号池崎徳田線（いしかわけんどう249ごう いけざきとくだせん）とは、石川県七尾市内を通る一般県道（石川県道）である。

## 概要
- 起点：石川県七尾市池崎町ホ部41番1地先（＝石川県道116号末吉七尾線交点）
- 終点：石川県七尾市下町戊部22番1地先（＝石川県道131号徳田停車場線交点）

田鶴浜地区に近い、七尾市西部を起点に東南へ進む。終点に近いJR七尾線徳田駅周辺の集落内を除き、ほぼ全区間が両側2車線（片側1車線）である。また、国道249号とは接続していない。

## 歴史
- 1960年（昭和35年）10月15日：路線認定。

## 接続道路
- 石川県道116号末吉七尾線（七尾市池崎町：起点）
- 石川県道298号七尾鳥屋線（七尾市白馬町・白馬北交差点）
- 石川県道2号七尾羽咋線（七尾市白馬町・白馬町交差点）
- 石川県道131号徳田停車場線（七尾市下町：終点）

## 通過する自治体
- 石川県
  - 七尾市